# Wu Xiangmei
Wu Xiangmei (en chino: 伍湘梅; 1975) es una deportista china que compitió en halterofilia. Ganó una medalla de oro en el Campeonato Mundial de Halterofilia de 1990, en la categoría de 44 kg.

## Palmarés internacional
| Campeonato Mundial | Campeonato Mundial    | Campeonato Mundial | Campeonato Mundial |
| Año                | Lugar                 | Medalla            | Categoría          |
| ------------------ | --------------------- | ------------------ | ------------------ |
| 1990               | Sarajevo (Yugoslavia) | Medalla de oro     | 44 kg              |